# Agroecomyrmecinae
Agroecomyrmecinae Carpenter, 1930 è una sottofamiglia di insetti imenotteri della famiglia Formicidae.

## Tassonomia
La sottofamiglia Agroecomyrmecinae comprende 2 generi viventi e 2 fossili:
- Agroecomyrmex Wheeler, 1910 †
- Ankylomyrma Bolton, 1973
- Eulithomyrmex Carpenter, 1935 †
- Tatuidris Brown & Kempf, 1968